# Hamelincourt
Hamelincourt è un comune francese di 267 abitanti situato nel dipartimento del Passo di Calais nella regione dell'Alta Francia.

## Storia

### Simboli
Il comune ha ripreso il blasone dei suoi ultimi signori: i Boucquel (inquartato: il 1º e il 4º di rosso, allo scudetto d'argento; il 2º e 3º d'azzurro, alla fascia d'oro), che erano tra i più ricchi gentiluomini del paese. Philippe de Haynin, barone di Hamelincourt, vendette la sua tenuta a Jean-Baptiste Boucquel (1628–1697), consigliere segretario del Re,  che divenne signore di Hamelincourt, di Warlus e di Villers-Sir-Simon. Allo stemma dei Boucquel, il comune ha aggiunto le croci simbolo dell'abbazia di San Vedasto di Arras (d'oro, alla croce ancorata di rosso), di cui anche il territorio di Hamelincourt costituiva una delle baronie.

## Società

### Evoluzione demografica
Abitanti censiti